# Festuca nepalica
Festuca nepalica är en gräsart som beskrevs av Evgenii Borisovich Alexeev. Festuca nepalica ingår i släktet svinglar, och familjen gräs.
Artens utbredningsområde är Nepal. Inga underarter finns listade i Catalogue of Life.